# To nie wszystko
To nie wszystko – dwunasty album studyjny wokalisty Krzysztofa Kasowskiego "K.A.S.Y.", wydany w listopadzie 2010 roku.
Album zawiera ostatnie single wokalisty, m.in. znany z festiwalu w Opolu (2009) "Powiedz gdzie jesteś", "Z tego co masz", "Zabierz ze sobą mnie" i "Tańczyć jak Ty".
Do współpracy K.A.S.A. zaprosił kilku aranżerów i producentów: Wojtka Wójcickiego (eks-De Mono), Andrzeja "Greensky" Zielińskiego, Pawła Gawlika, Mietka Faleckiego, Pawła Szcześniaka, Karola Serka i Łukasza Stępniewicza. W chórkach zaśpiewała zdobywająca popularność wokalistka Edyta Strzycka, ciesząca się wielkim uznaniem K.A.S.Y.

## Lista utworów
1. "Twój Londyn"
2. "Tylko moja"
3. "Jeden rytm"
4. "Do tej samej rzeki"
5. "Noc jak ta"
6. "Z tego co masz"
7. "Tańczyć jak Ty"
8. "Powiedz gdzie jesteś"
9. "Zabierz ze sobą mnie"
10. "Jeśli chcesz to odejdź"
11. "Świąteczne dni"